# دوغ براين
دوغ براين (بالإنجليزية: Doug Brien)‏ هو لاعب كرة قدم أمريكية أمريكي، ولد في 24 نوفمبر 1970 في Bloomfield, New Jersey ‏ في الولايات المتحدة.

## وصلات خارجية
- دوغ براين على موقع مرجع كرة القدم المحترفة.كوم (الإنجليزية)